# Raffaele Bianco
Raffaele Bianco (* 25. August 1987 in Aversa (CE), Italien) ist ein italienischer Fußballspieler.
Er ist Mittelfeldspieler, steht bei der SSC Bari unter Vertrag.

## Karriere
Raffaele Bianco entstammt der Jugendabteilung von Juventus Turin, sein Debüt in der Profimannschaft feierte er am 14. April 2007 beim Serie-B-Auswärtsspiel bei der US Lecce, als er in der 79. Minute für Raffaele Palladino eingewechselt wurde. Am 10. Juni 2007 gelang ihn beim letzten Saisonspiel der Juve gegen Spezia Calcio sein erstes Tor. Am Saisonende konnte er mit dem Rekordmeister, der wegen des Manipulationsskandals im Vorjahr zwangsabsteigen musste, unter Didier Deschamps die souveräne Serie-B-Meisterschaft und damit Rückkehr in die Serie A feiern.
Für die Saison 2007/08 war Raffaele Bianco an Piacenza Calcio in die Serie B ausgeliehen, 2008/09 spielte er, wiederum leihweise für die AS Bari in der Serie B. Mit dem apulischen Verein gewann der Mittelfeldspieler unter Trainer Antonio Conte seine zweite Serie-B-Meisterschaft, dabei absolvierte er 22 Partien.
Für die Saison 2009/10 wurde Raffaele Bianco von Juventus an den Serie-B-Club FC Modena verliehen. Der Mittelfeldspieler absolvierte 30 Partien in Italiens zweithöchster Spielklasse und erreichte mit dem emilianischen Klub den 13. Platz.

## Erfolge
- Italienische Serie-B-Meisterschaft: 2006/07 (mit Juventus Turin), 2008/09 (mit der AS Bari)